# Голокост у Білорусі

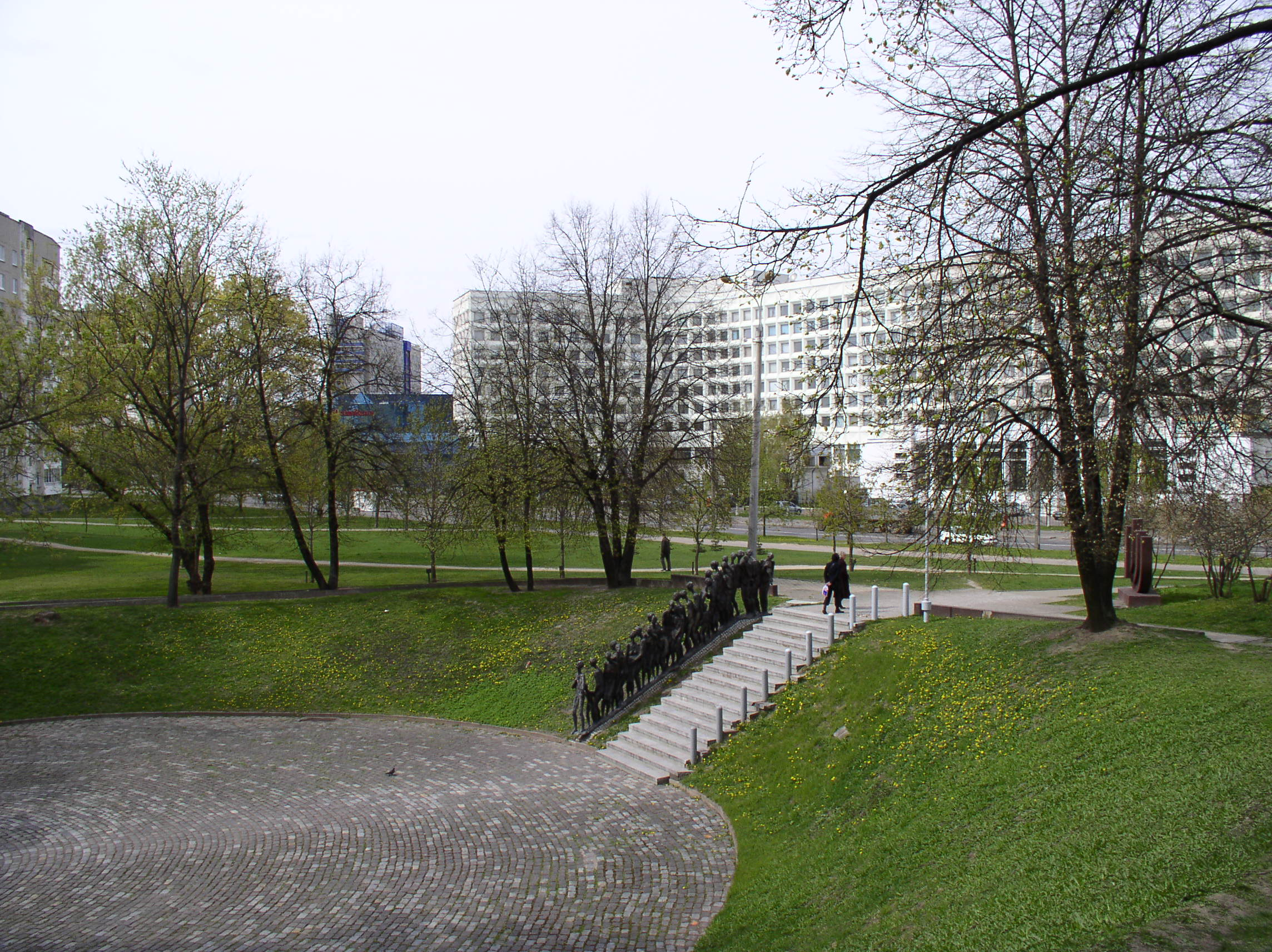
Меморіал «Яма» у Мінську — пам’ятник жертвам Голокосту

Голокост у Білорусі — переслідування і знищення євреїв на території Білорусі у добу німецької окупації з 22 червня 1941 по 28 липня 1944, частина загальної політики нацистів та їхніх союзників щодо знищення євреїв.
На окупованих територіях діяли Нюрнберзькі расові закони, які виконувалися для здійснення ізоляції євреїв за расовою ознакою. Облік євреїв був першим кроком до їх фізичного знищення.
Масові вбивства євреїв почалися практично одночасно з приходом німецьких військ і тривали до повного визволення білоруської території. Точна інформація про кількість жертв і загальну чисельність євреїв, які там проживали до моменту початку Голокосту, відсутня. Однак, за відомостями більшості наукових джерел, загинуло приблизно від 246 000 осіб, тобто від 66 % єврейського населення Білорусі.
У післявоєнній Білорусі події Голокосту піддавалися замовчуванню з ідеологічних причин. Систематична робота з увічнення пам'яті жертв почалася тільки в 1991 році. До сьогодні наукове розроблення теми Голокосту в Білорусі знаходиться на низькому рівні.

## Хід подій
22 червня 1941 року нацистська Німеччина напала на СРСР, а до кінця серпня німецькі війська повністю захопили територію Білорусі. У зв'язку зі стрімким просуванням німецьких частин лише небагатьом євреям вдалося евакуюватися чи втекти вглиб радянської держави.

### Евакуація євреїв
Чим далі на схід проживало єврейське населення, тим більшу його частку було евакуйовано і врятовано від окупації. Молоді чоловіки були призвані в  Червону армію. З приєднаних до СРСР після 1939 року західних територій, де проживало понад 2 мільйони євреїв, зуміли евакуюватися не більш ніж 100 000. На території Білорусі, відібраній у Польщі в 1939 році, яку німці зайняли вже до кінця червня 1941 року, проживало трохи більше за 130 тисяч євреїв, з яких встигли евакуюватися 14-15 тисяч. На території Білорусі, зайнятій німцями до середини липня, проживало ще від 105 до 110 тис. євреїв, з яких встигли виїхати на схід 45-48 тисяч. У період другої хвилі евакуації, з середини липня до кінця серпня 1941 року, вдалося вивезти 80 тисяч євреїв зі 125 тисяч, що залишалися на неокупованій на той час території Білорусі..
За приблизними підрахунками, з районів, захоплених німцями до кінця червня 1941 року, було евакуйовано всього близько 11 % євреїв; з районів, окупованих до середини липня 1941, — від 43 до 44 %, а зі східної частини республіки врятувалося близько 63-64 %.
Шанси на евакуацію визначалися місцем проживання (наприклад, близькістю залізниці), швидкістю просування німецької армії на схід і пріоритетами радянських органів у політиці евакуації. В іменних списках, складених у Центральному довідковому бюро у Бугуруслані (Оренбурзька область, РРФСР), у жовтні-листопаді 1941 року було зареєстровано 222 тисячі євреїв-біженців з Білоруської РСР.

### Періоди, територіальний і адміністративний поділ

Адміністративний поділ Білорусі в добу окупації

Періодизація Голокосту у Білорусі збігається з періодизацією Голокосту на території СРСР з тим уточненням, що Білорусь було відвойовано в липні 1944 року.
Ілля Альтман виділяє такі етапи у здійсненні Голокосту на території СРСР:
1. 22 червня 1941 року (напад на СРСР) — січень 1942 року (Ванзейська конференція).
2. лютий 1942 року — осінь 1943 року (ліквідація гетто і трудових таборів в німецьких зонах окупації).
3. зима 1943/1944 років — осінь 1944 року (переведення вцілілих євреїв у концтабори. У той самий час відбувається повне відвоювання окупованої території СРСР[9]).

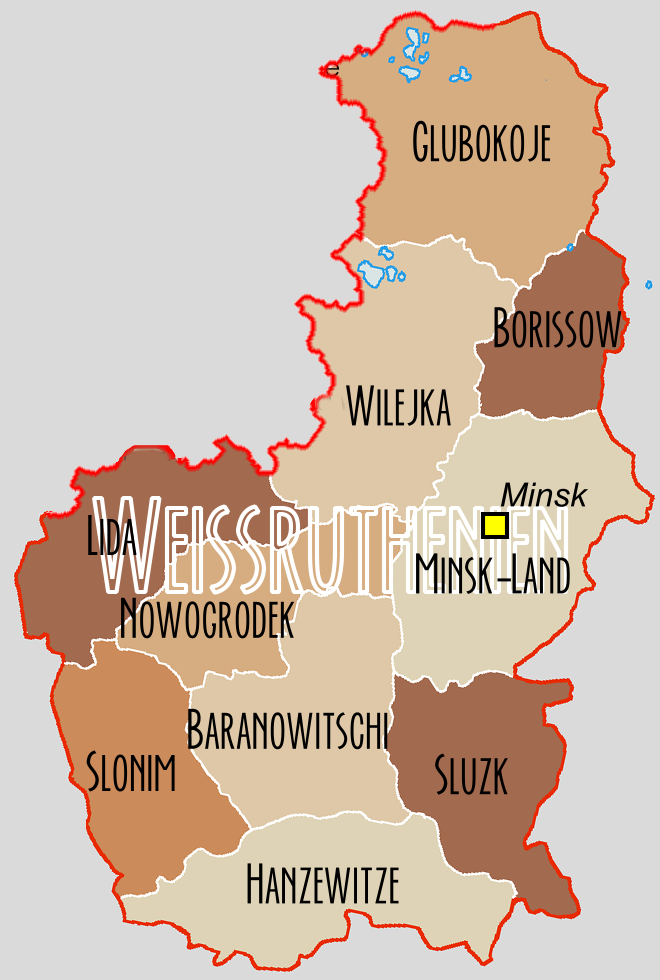
Генеральна округа Білорусь

Іцхак Арад розглядає три етапи з такими інтервалами:
1. 22 червня 1941 року (напад на СРСР) — лютий 1942 року. За цей час знищено більшість євреїв Литви, Латвії, Естонії, Молдови, майже всі євреї Східної Білорусі, Східної України та зайнятих німцями районів РРФСР.
2. весна 1942 року — грудень 1942 року. Знищено більшість євреїв Західної України і Білорусі, а також південних районів РРФСР, окупованих влітку 1942 року.
3. січень 1943 року — кінець літа 1944 року. Знищення залишених євреїв на окупованих територіях перед відступом німців.

Територія Білорусі виявилася поділеною на такі зони:
- Тил групи армій «Центр». Сюди увійшли  Вітебська,  Могильовська, значна частина  Гомельської, східні райони  Мінської і кілька районів  Поліської області.
- Генеральна округа Білорусь райхскомісаріату Остланд — близько третини БРСР.
- Частина райхскомісаріату Україна (генеральна округа Волинь-Поділля і генеральна округа Житомир): південь Берестейської області, велика частина Гомельської та частина Пінської і Поліської областей.
- Часткове включення до складу Третього Райху у формі Білостоцької округи: вся Білостоцька і частина Гродненської області.
- Невелику ділянку на північному заході було включено в Генеральну округу Литва.

У першій зоні діяла військова влада, а в решті переслідуванням і знищенням євреїв займалася цивільна окупаційна адміністрація. Генеральну округу Білорусь було поділено на 10 округ (нім. Gebiet), на чолі яких стояли гебітскомісари. Повноваження від військової влади до цивільної на території генеральної округи Білорусь було передано 1 вересня 1941
Доктор історичних наук Олег Романько пише також про третю гілку влади — поліційну, яка підпорядковувалася райхсфюреру СС Генріху Гіммлеру. На території райхскомісаріату Остланд він призначав Головного фюрера СС і поліції (нім. Hohere SS-und Polizeifuhrer; HSSPf, трансліт. скорочено). У Генеральній окрузі Білорусь було створено апарат фюрера СС і поліції генеральної округи Білорусь (нім. SSPfWeissruthenien), якому підлягали начальник поліції безпеки і СД (нім. Kommandeur der Sicherheitspolizei und SD Weissruthenien) та начальник поліції порядку (нім. Kommandeur der Ordnungspolizei Weissruthenien). У рамках генеральної округи було створено шість поліційних округів, які були дещо більші за округи цивільної адміністрації: Ліда-Новогрудок; Слонім; Барановичі-Ганцевичі; Вілейка; Глибоке; Мінськ-Слуцьк. Саме ці структури були основними виконавцями акцій знищення в зоні відповідальності цивільної влади.

#### Перший період
Масові вбивства євреїв на окупованих територіях йшли зі сходу на захід в цілях «очищення тилів» групи армій «Центр». У західній частині йшла ізоляція євреїв від місцевого населення. Частину вбивали відразу, а решту заганяли у спеціально виділені для проживання євреїв місця — гетто. Для євреїв вводилися спеціальні розпізнавальні знаки — нашивки жовтого кольору, які необхідно було носити на одязі спереду і ззаду.
Більшу частину євреїв Білорусі було вбито в 1941 — першій половині 1942 року головним чином у східній частині республіки.
У багатьох населених пунктах вбивства євреїв почалися у перші ж дні після приходу німців. Вже 28 червня у Білостоці було вбито 2 000 євреїв, а через декілька днів — ще кілька тисяч. 10 липня у Бресті-Литовському було розстріляно, за різними даними, від 5 до 10 000 євреїв. З 5 по 7 серпня у Пінську було вбито 10 000 євреїв.
14-15 серпня райхсфюрер СС Генріх Гіммлер відвідав Мінськ, де особисто спостерігав за показовим розстрілом 100 ув'язнених мінського гетто.
До початку зими було вбито понад 50 000 осіб. У перші місяці окупації було винищено також більшість євреїв Вітебська, Гомелі, Бобруйська і Могильова. Зокрема, 8 жовтня ліквідовано Вітебське гетто, убито 16 000 євреїв. 30 жовтня солдати вермахту розстріляли 4 500 євреїв у Несвізькому гетто. 8 грудня 1941 року з 7 000 євреїв, що жили в Новогрудку, було вбито 4,5 тисячі. Під кінець 1941 року повністю знищено євреїв із тридцяти п'яти великих гетто.
З 1 по 31 січня 1942 року у Білорусі айнзацкоманди розстріляли 33 210 євреїв. На тій частині окупованої території, яка перебувала під контролем цивільної влади Генеральної округи Білорусь, наприкінці січня залишилося в живих 139 000 євреїв.

#### Другий період
Влітку і восени 1942 року нацисти приступили до акцій ліквідації гетто Західної Білорусі. Було знищено євреїв Міра, Клецька, Ляховичів, Несвіжа, Косова і багатьох інших місць. 17 липня 1942 року були вбиті всі 1137 євреїв гетто селища Городея.
31 липня 1942 генеральний комісар Вільгельм Кубе доповів райхскомісару Остланда Гінріху Льозе, що «за останні десять тижнів у Білорусі ліквідовано близько 55 000 євреїв. У Мінській області євреї знищені повністю ».
15—18 жовтня 1942 року було знищено Брестське гетто, врятувалися всього 19 осіб. 28 жовтня було знищено Пінське гетто, вбито близько 17 000 євреїв.
За деякими відомостями, німці планували переселити на місце знищених євреїв  голландських фермерів, проте справа, найімовірніше, обмежилася ознайомчим візитом і промовою генерального комісара Кубе перед представниками місії в 1942 році.

#### Третій період
8 лютого 1943 було ліквідовано Слуцьке гетто. До 12 березня було повністю знищено єврейське населення Гродна — більш ніж 25 тисяч осіб.
21 червня 1943 райхсфюрер СС Генріх Гімлер підписав секретний наказ про ліквідацію з 1 серпня всіх гетто в райхскамісаріаті Остланд і переведення всіх євреїв, що залишилися в живих, у концентраційні табори. 16-20 серпня вбито останніх в'язнів Білостоцького гетто. Під кінець літа ліквідовано останні гетто в Західній Білорусі — у містах Глибоке і Ліда.
7 серпня 1943 в новогрудському гетто розстріляно всіх ув'язнених дітей і частину дорослих. Живими залишилися тільки родини фахівців, вивезені в будівлю суду і майстерні по вулиці Корелицькій. Їх було вбито в лютому 1944 року.
До кінця літа 1943 року в усіх разом узятих гетто Білорусі залишалося близько 30 000 євреїв. Євреї Бобруйська, що залишилися в живих, були вбиті у вересні 1943 року. 21 жовтня 1943 почався останній погром у мінському гетто. Всіх його жителів було винищено, до визволення Мінська від нацистів дожили всього 13 осіб. 17 грудня було ліквідовано гетто у Барановичах (вбито 3 000 осіб, інших переведено в концтабори).
Вже з весни 1942 року за наказом Гіммлера почалися роботи з приховування слідів масових вбивств, які тривали до самого кінця окупації. Зокрема, у першій половині 1944 року під час операцій «Метеозведення» було організовано спалення раніше похованих трупів убитих.

## Політика окупаційної влади щодо євреїв
Політика окупаційної влади спрямовувалася на знищення всіх євреїв, які опинилися під її контролем. Однак швидко убити сотні тисяч осіб і вирішити всі пов'язані з цим питання було неможливо, тому спочатку євреїв реєстрували, потім ізолювали від місцевого населення, грабували і експлуатували в інтересах окупантів, а тільки після цього знищували.
Формально «очищенням» окупованих територій від євреїв займалося німецьке Міністерство східних територій, яким керував знаменитий теоретик нацизму — Альфред Розенберг. Початковий план передбачав переселення євреїв за Урал, за межі Європи.
Однак через провал бліцкригу цей план втратив актуальність і провідна роль в «остаточному розв'язанні єврейського питання» перейшла до голови СС Генріха Гіммлера. Спочатку Гіммлер планував провести знищення основної маси євреїв силами спеціальних команд — айнзацгруп. Проте їхніх сил виявилося недостатньо і було створено численні загони з місцевих жителів, які підтримували ідеї нацизму. Саме ці загони колаборантів і виконали основну частину масових розстрілів восени 1941 р. У результаті до кінця 1941 р. східніше лінії Молотова — Ріббентропа було розстріляно близько мільйона євреїв.

### Облік євреїв
Всі євреї на окупованій території були зобов'язані зареєструватися у місцевих органах влади. Також євреї повинні були носити відмітні знаки — так звані «латки». Найчастіше це були різної форми клаптики тканини або шестикутні зірки жовтого кольору, які мали бути пришиті на одязі спереду і ззаду.
Згідно з наказом № 1 від 7 липня 1941 командувача тилу групи армій «Центр» генерала Максиміліана фон Шенкендорфа, вводилися обов'язкові для носіння євреями з 10 років нарукавні пов'язки білого кольору з намальованою жовтою зіркою. 21 серпня він видав наказ, який із метою «суворого контролю за діяльністю євреїв» забороняв залишати район місця проживання. Надалі євреям заборонялося змінювати не тільки район, а й будинок. У багатьох гетто євреї повинні були носити на одязі також номер будинку, в якому вони жили.

### Ізоляція

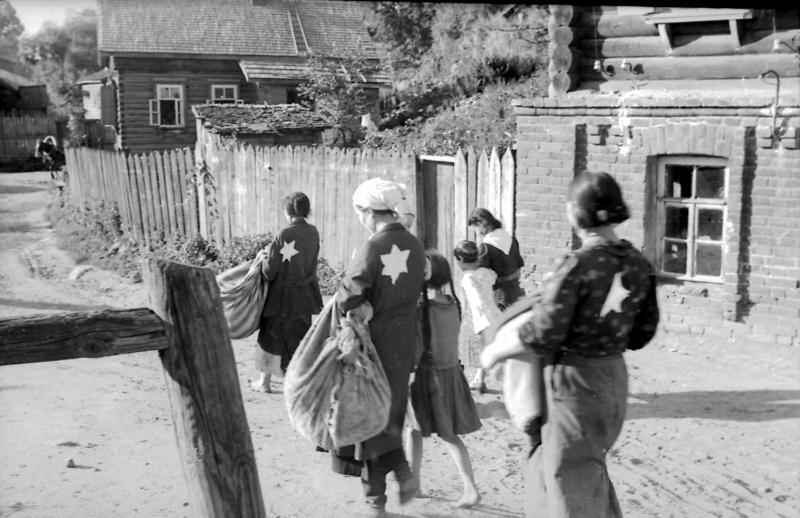
Виселення євреїв у Могильові в липні 1941 року

Основною інфраструктурою ізоляції євреїв були гетто, концентраційні табори, табори смерті.
Створюючи місця примусового ізольованого утримання євреїв, нацисти керувалися такими цілями:
- Полегшення подальшої ліквідації євреїв.
- Запобігання потенційному опору.
- Отримання безкоштовної робочої сили.
- Привернення симпатій решти населення, якому нацисти підносили це як відплату більшовицькій владі за попередні лихоліття народу. Нацистська пропаганда ототожнювала євреїв і комуністів[48].

Євреїв заборонялося змінювати місце проживання, користуватися тротуарами, відвідувати театри, кіно, бібліотеки і музеї, а також торгувати і навіть спілкуватися з місцевим населенням. Спіймані за межами гетто без спеціального дозволу євреї, як правило, розстрілювалися на місці.
Документи окупаційної адміністрації, що стосуються життя населення, часто містили окремі вказівки щодо дискримінації євреїв. Так, у наказі генерального комісара Кубе від 10 вересня 1941 щодо організації обов'язкового шкільного навчання було зазначено, що для євреїв не встановлюється ніякого обов'язкового навчання, а створення єврейських шкіл заборонено.
Геннадій Вінниця вирізняє 4 варіанти режимів примусового утримання євреїв:
- Без ізоляції у межах населеного пункту;
- Ізоляція без пересування з місця постійного проживання;
- Ізоляція з переміщенням в окремий район (квартал, вулицю, будинок) з правом у певні години вільно переміщуватися у межах населеного пункту
- Ізоляція з переміщенням в окремий район (квартал, вулицю, будинок) з повною забороною покидати визначену територію.

Перший варіант застосовувався в деяких невеликих віддалених від райцентрів населених пунктах, де знищення єврейського населення відбувалося в лічені дні. Наприклад, у містечку Старосілля Шкловського району і в селі Баєво Дубровенського району всіх жителів було розстріляно у вересні 1941 року.
Другий варіант був характерний для населених пунктів, де євреї проживали досить компактно, що забезпечувало необхідну нацистам ізоляцію без переселення в гетто. Прикладом таких населених пунктів можуть бути містечка Бобер, Черея Чашницького району, Камінь Лепельського району та деякі інші. 